# ريتشي مان
ريتشي مان هو سياسي كندي، ولد في 1954 في سانت بيترس في كندا. حزبياً، نشط في الحزب الليبرالي في نوفا سكوشا ‏. وقد انتخب عضو مجلس نواب نوفا سكوتيا.